# Liste der Naturdenkmale in Kyritz
Die Liste der Naturdenkmale in Kyritz nennt die Naturdenkmale in Kyritz im Landkreis Ostprignitz-Ruppin in Brandenburg, welche durch Rechtsverordnung geschützt sind. Naturdenkmale sind Einzelschöpfungen der Natur, deren Erhaltung wegen ihrer hervorragenden Schönheit, Seltenheit oder Eigenart oder ihrer ökologischen, wissenschaftlichen, geschichtlichen, volks- oder heimatkundlichen Bedeutung im öffentlichen Interesse liegt. Grundlage ist das Geoportal des Landkreises.
In den Spalten befinden sich folgende Informationen:
- Nr.: Identifizierungsnummer nach veröffentlichter Liste. Sie wird von der unteren Naturschutzbehörde des Landkreises oder der kreisfreien Stadt vergeben. Wenn sie bekannt ist, wird sie angegeben. In dieser Spalte kann sich zusätzlich das Wort Wikidata befinden, der entsprechende Link führt zu Angaben zu diesem Naturdenkmal bei Wikidata.
- Bezeichnung: Benennung des Naturdenkmals, in der Regel wird bei Bäume die Baumart genannt. Bekannte Eigennamen werden mit angegeben.
- Gemarkung: Ort oder Gemarkung, in der sich das Naturdenkmal befindet
- Lage: Nennt die Lage des Naturdenkmals im jeweiligen Ortsteil und die geografischen Koordinaten des Naturdenkmals. Link zu einem Kartenansichtstool, um Koordinaten zu setzen. In der Kartenansicht sind Naturdenkmale ohne Koordinaten mit einem roten beziehungsweise orangen Marker dargestellt und können in der Karte gesetzt werden. Denkmale ohne Bild sind mit einem blauen bzw. roten Marker gekennzeichnet, Denkmale mit Bild mit einem grünen beziehungsweise orangen Marker.
- Beschreibung: die Beschreibung des Naturdenkmales
- Schutzzweck: Erläutert den Grund der Unterschutzstellung
- Bild: Zeigt ein Bild des Naturdenkmales und gegebenenfalls ein Link zu weiteren Fotos im Medienarchiv Wikimedia Commons

## Kyritz
| Bild            | Bezeichnung                                 | Lage                                                                                     | Beschreibung                                                                                           | Schutzzweck                                                       | Nummer |
| --------------- | ------------------------------------------- | ---------------------------------------------------------------------------------------- | --- | ----------------------------------------------------------------- | ------ |
| BW              | Buche (Fagus sp.)                           | Berlitt, Gutspark, hinterm Wohnhaus (52° 56′ 41″ N, 12° 16′ 47,7″ O)                     | Unterschutzstellung 1938, 1989                                                                         |                                                                   |        |
| BW              | Eiche (Quercus sp.)                         | Berlitt, Westseite Sportplatz (52° 56′ 37,7″ N, 12° 16′ 45,9″ O)                         | Unterschutzstellung 1989                                                                               |                                                                   |        |
| BW              | Eiche (Quercus sp.)                         | Drewen, Dorfplatz (52° 59′ 19″ N, 12° 23′ 48″ O)                                         | Unterschutzstellung 1989                                                                               |                                                                   |        |
| BW              | Eiche (Quercus sp.)                         | Drewen, Dorfplatz (52° 59′ 18,2″ N, 12° 23′ 47,5″ O)                                     | Unterschutzstellung 1989                                                                               |                                                                   |        |
| BW              | Eiche (Quercus sp.)                         | Drewen, Dorfplatz (52° 59′ 18,1″ N, 12° 23′ 47″ O)                                       | Unterschutzstellung 1989                                                                               |                                                                   |        |
| BW              | Eiche (Quercus sp.)                         | Drewen, Dorfstraße 23 (52° 59′ 13,5″ N, 12° 23′ 48,6″ O)                                 | Unterschutzstellung 1989                                                                               |                                                                   |        |
| BW              | Stieleiche                                  | Ganz, Feldrand am Weg von Lüttgendosse nach Herzsprung (53° 2′ 58,7″ N, 12° 29′ 57,8″ O) | Unterschutzstellung 2001                                                                               | Erhaltung und Pflege eines landschaftsprägenden alten Baumes      | 10     |
| BW              | 3-stämmige Stieleiche                       | Ganz, Auf dem Dachsberg, bei Lüttgendosse (53° 3′ 12,3″ N, 12° 30′ 4,6″ O)               | Unterschutzstellung 2001                                                                               | Erhaltung und Pflege einer schönen Eiche mit besonderer Wuchsform | 11     |
| Fotos hochladen | Linde (Tilia sp.)                           | Kötzlin, Nordseite der Kirche (52° 54′ 23,1″ N, 12° 13′ 53,4″ O)                         | Unterschutzstellung 1989                                                                               |                                                                   |        |
| BW              | Ginkgo (Ginkgo biloba)                      | Kyritz, vorm Gymnasium (52° 56′ 53,7″ N, 12° 23′ 34,8″ O)                                | Unterschutzstellung 1937, 1989                                                                         |                                                                   |        |
| BW              | Gewöhnlicher Buchsbaum (Buxus sempervirens) | Kyritz, Johann-Sebastian-Bach-Straße 2 (52° 56′ 42,6″ N, 12° 23′ 42,1″ O)                | Unterschutzstellung 2006: Buchsbaumgruppe zwei- und einstämmig, ca. 250 Jahre alt, als Baum untermaßig | Seltenheitswert                                                   | 5      |
| BW              | Gewöhnlicher Buchsbaum (Buxus sempervirens) | Kyritz, Johann-Sebastian-Bach-Straße 2 (52° 56′ 42,5″ N, 12° 23′ 42,5″ O)                | Unterschutzstellung 2006: Buchsbaumgruppe vierstämmig, ca. 250 Jahre alt, als Baum untermaßig          | Seltenheitswert                                                   | 6      |
| BW              | Eiche (Quercus sp.)                         | Kyritz, Perleberger Straße 21 (52° 56′ 52,3″ N, 12° 23′ 30,7″ O)                         | Unterschutzstellung 2006: ca. 230–250 Jahre alt, Durchmesser 1,45 m                                    | geeigneter Standort, schöne Wuchsform                             | 7      |
| Fotos hochladen | „Friedenseiche“                             | Kyritz, Marktplatz (52° 56′ 33,5″ N, 12° 23′ 54,7″ O)                                    | Unterschutzstellung 1989, gepflanzt 1814                                                               |                                                                   |        |
| BW              | Eiche (Quercus sp.)                         | Kyritz, Maxim-Gorki-Straße 58 (52° 56′ 40,1″ N, 12° 23′ 57,2″ O)                         | Unterschutzstellung 1989                                                                               |                                                                   |        |
| BW              | Eibe (Taxus sp.)                            | Kyritz, Garten der Stadtmühle (52° 56′ 21,4″ N, 12° 23′ 59,8″ O)                         | Unterschutzstellung 1934                                                                               |                                                                   |        |
| BW              | Eiche (Quercus sp.)                         | Kyritz, auf dem Friedhof (52° 56′ 18,2″ N, 12° 24′ 2,2″ O)                               | Unterschutzstellung 2001                                                                               | Erhaltung und Pflege eines besonders landschaftsprägenden Baumes  | 7      |
| BW              | Eiche (Quercus sp.)                         | Kyritz, Holzhausener Straße 42 (52° 56′ 13,2″ N, 12° 23′ 38,8″ O)                        | Unterschutzstellung 1989                                                                               |                                                                   |        |
| BW              | Eiche (Quercus sp.)                         | Kyritz, Feld, im Leppinsplan (52° 54′ 42,1″ N, 12° 24′ 15,5″ O)                          | Unterschutzstellung 1989, nicht gefunden                                                               |                                                                   |        |
| BW              | Eiche (Quercus sp.)                         | Wilhelmsgrille, Dorfmitte, Buswendeplatz (52° 56′ 0,4″ N, 12° 19′ 34,8″ O)               | Unterschutzstellung 1989                                                                               |                                                                   |        |
| BW              | Eiche (Quercus sp.)                         | Wilhelmsgrille, Dorfplatz, gegenüber Dorfstraße 15 (52° 56′ 0,5″ N, 12° 19′ 31,8″ O)     | Unterschutzstellung 1989                                                                               |                                                                   |        |
| BW              | Platane (Platanus sp.)                      | Wilhelmsgrille, Grundstück Nr. 15, Gehöft Lange (52° 56′ 0,3″ N, 12° 19′ 30,3″ O)        | Unterschutzstellung 1989                                                                               |                                                                   |        |
| BW              | Eiche (Quercus sp.)                         | Stolpe, L 142 Stolpe-Sechzehneichen (52° 57′ 59,2″ N, 12° 26′ 55,7″ O)                   | Unterschutzstellung 1937                                                                               |                                                                   |        |
| BW              | Eiche (Quercus sp.)                         | Stolpe, L 142 Stolpe-Sechzehneichen (52° 57′ 59,1″ N, 12° 26′ 56,3″ O)                   | Unterschutzstellung 1937                                                                               |                                                                   |        |